# 1718
| 1718               |
| ------------------ |
| Dødsfald - Fødsler |
| • Begivenheder     |

| Gregoriansk kalender | 1718 MDCCXVIII          |
| Ab urbe condita      | 2471                    |
| Armensk kalender     | 1167 ԹՎ ՌՃԿԷ            |
| Kinesiske kalender   | 4414 – 4415 丁酉 – 戊戌 |
| Etiopisk kalender    | 1710 – 1711             |
| Jødisk kalender      | 5478 – 5479             |
| Hindukalendere       |                         |
| - Vikram Samvat      | 1773 – 1774             |
| - Shaka Samvat       | 1640 – 1641             |
| - Kali Yuga          | 4819 – 4820             |
| Iransk kalender      | 1096 – 1097             |
| Islamisk kalender    | 1130 – 1131             |

Konge i Danmark: Frederik 4. 1699-1730 – Danmark i krig: Den store nordiske krig 1700-1721
Se også 1718 (tal)

## Begivenheder

### Udateret
- Franskmænd grundlægger New Orleans i Amerika

### Maj
- 15. maj - James Puckle, en advokat fra London, får patent på verdens første maskingevær

### Oktober
- 8. oktober - for næsen af en svensk garnison på 4.000 mand trænger Tordenskjold ind i Göteborgs havn

### November
- 30. november - under belejringen af den norske fæstning Frederikssten falder den svenske krigerkonge Karl 12., muligvis for en svensk kugle

## Dødsfald
- 25. april - Jean la Placette, fransk huguenot præst (født 1639).
- 26. juni – Storfyrst Aleksej Petrovitj af Rusland dør under mishandling i fængslet.
- 30. november – Karl 12. af Sverige falder under belejringen af den norske fæstning Frederikssten, muligvis (formentlig) for en svensk kugle